# 文德爾斯格拉本河

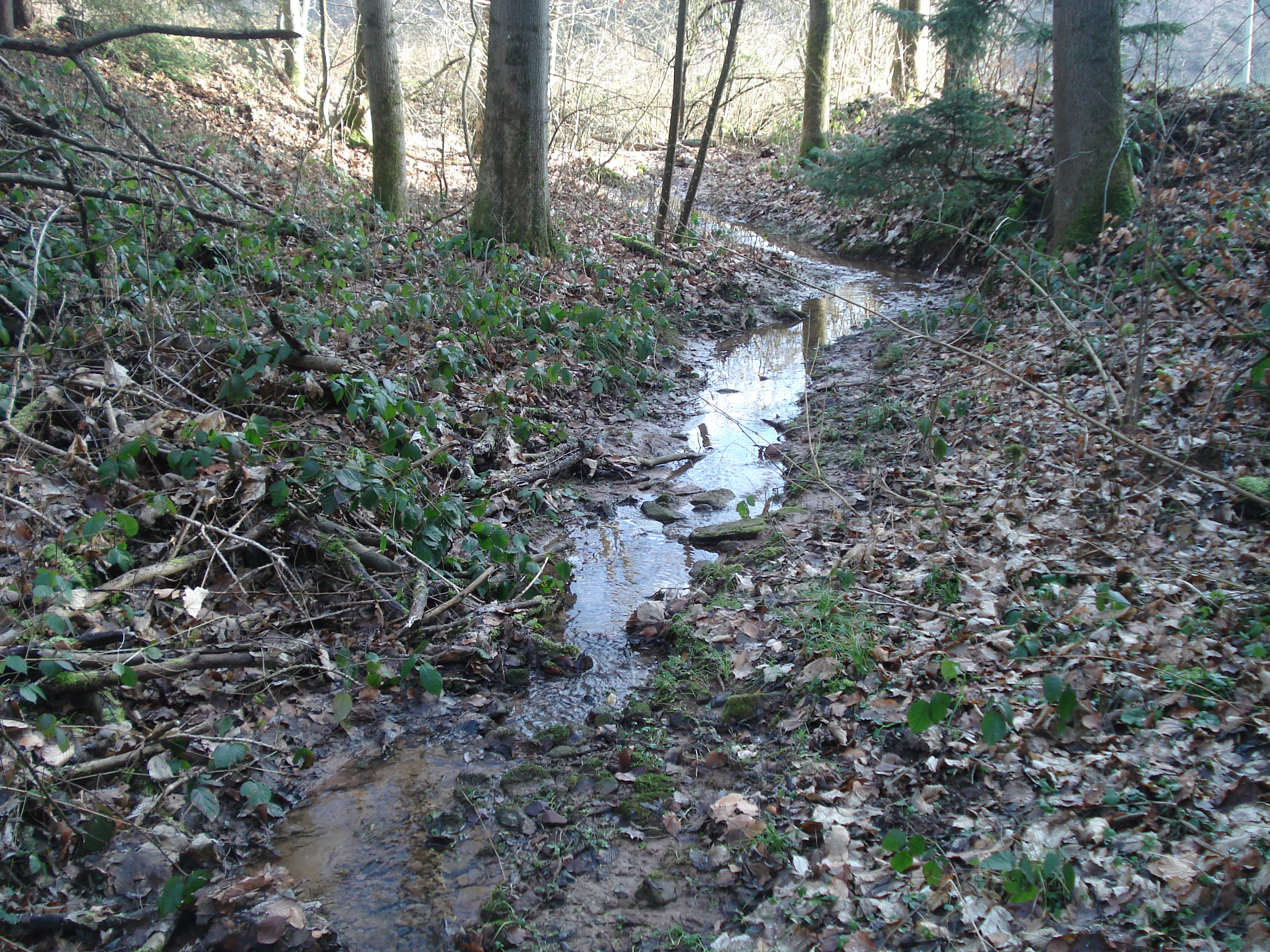

49°48′25.02″N 9°14′39.79″E / 49.8069500°N 9.2443861°E
文德爾斯格拉本河（德語：Wendelsgraben），是德國的河流，位於該國東南部，由巴伐利亞負責管轄，屬於奧巴赫河的左支流，河道全長1.4公里，流域面積1.7平方公里。